# Saint-Clair-sur-l’Elle
Saint-Clair-sur-l’Elle – miejscowość i gmina we Francji, w regionie Normandia, w departamencie Manche.
Według danych na rok 1990 gminę zamieszkiwało 797 osób, a gęstość zaludnienia wynosiła 100 osób/km² (wśród 1815 gmin Dolnej Normandii Saint-Clair-sur-l’Elle plasuje się na 287. miejscu pod względem liczby ludności, natomiast pod względem powierzchni na miejscu 649.).